# Cephalorhizum turcomanicum
Cephalorhizum turcomanicum är en triftväxtart som beskrevs av Mikhail Grigoríevič Popov. Cephalorhizum turcomanicum ingår i släktet Cephalorhizum och familjen triftväxter. Inga underarter finns listade i Catalogue of Life.